# جون ردموند
جون إدوارد ردموند (بالإنجليزية: John Edward Redmond ، بالأيرلندية: Seán Éamonn Mac Réamoinn) (مواليد 1 سبتمبر 1856 - 6 مارس 1918) هو سياسي أيرلندي ومحامٍ وعضو في مجلس العموم البريطاني. اشتُهر باعتباره زعيمًا للحزب البرلماني الأيرلندي المعتدل (آي بّي بّي) من عام 1900 حتى وفاته في عام 1918. وكان أيضًا قائدًا للمنظمة شبه العسكرية المتطوعون الأيرلنديون (آي إن في).
وُلد لعائلة كاثوليكية بارزة في ريف أيرلندا. كان العديد من الأقارب سياسيين. تولّى السيطرة على طائفة الأقلية في (حزب البرلمان الأيرلندي المعتدل) الموالية لتشارلز ستيوارت بارنيل عندما تُوفي ذلك الزعيم في عام 1891.
كان ردموند سياسي مصالحة، حيث حقق الهدفين الرئيسيين لحياته السياسية: وحدة الحزب، وفي سبتمبر 1914، تمرير قانون الحكم الذاتي الأيرلندي. يمنح القانون حكمًا ذاتيًا محدودًا لأيرلندا، داخل المملكة المتحدة. ومع ذلك، عُلّقَ تطبيق الحكم الذاتي على أثر اندلاع الحرب العالمية الأولى.
دعا ردموند المتطوعين الوطنيين للانضمام إلى أفواج الجيش الأيرلندي الجديد في الجيش البريطاني ودعم الجهود الحربية البريطانية والحليفة لاستعادة «حرية الدول الصغيرة» في القارة الأوروبية، وبالتالي ضمان تنفيذ الحكم الذاتي بعد الحرب التي  كان من المتوقع أن تكون لمدة قصيرة.
ومع ذلك، تحول الرأي العام الأيرلندي بعد ثورة عيد الفصح عام 1916، لصالح الجمهورية المتشددة والاستقلال الأيرلندي الكامل، حتى فقد حزبه هيمنته على السياسة الأيرلندية.
في تناقض كبير مقارنةً مع بارنيل، كان ردموند يفتقد إلى الكاريزما. عمل جيدًا في لجانٍ صغيرة، لكنه لم يحقق نجاحًا كبيرًا في إثارة الجماهير. كان يختار بارنيل دائمًا المرشحين للبرلمان. الآن اختِيروا من قبل منظمات الأحزاب المحلية، ما منح ردموند العديد من النواب الضعفاء الذين لم يُتح له السيطرة عليهم.
كان ردموند ممثلًا ممتازًا لأيرلندا القديمة، لكنه نما بشكل متزايد على الطراز القديم لأنه لم يولِ سوى القليل من الاهتمام للقوى الجديدة التي تجتذب الأيرلنديين الشباب، مثل شين فين في السياسة، والجمعية الرياضية الغيلية في الألعاب الرياضية، والرابطة الغيلية في الشؤون الثقافية.
لم يحاول أبدًا فهم القوى النقابية الناشئة في أولستر. أُضعِف ردموند في عام 1914 من قبل تشكيل حزب شين فين أعضاء المتطوعين الأيرلنديين. وكان دعمه الحماسي لجهود الحرب البريطانية سبباً في عزل العديد من القوميين الأيرلنديين. أصبح حزبه مهزأً على نحو متزايد، وكانت الأزمة الكبرى ـ وخاصةً ثورة عيد الفصح ـ كافية لتدميره.

## التأثيرات العائلية والخلفية
وُلد جون إدوارد ردموند (الأصغر) في منزل بالترنت، كيلرين، مقاطعة وكسفورد، قصر العائلة القديم لجده. كان الابن الأكبر لوليام آرتشر ردموند، وعضو البرلمان ماري، ابنة الجنرال هوي، شقيق فرانسيس هوي، وريث منصب هوي، قلعة دونغانستاون، مقاطعة ويكلو.
لأكثر من سبعمئة عام، كان ردموند من عائلة النبلاء الكاثوليكية البارزة في مقاطعة وكسفورد وبلدة وكسفورد. كانت واحدة من أقدم عائلات هيبيرنو-نورمان، والتي تُعرف الآن باسم لوفتس هول. كانت أسرته الأكثر ارتباطًا بالسياسة بشكل ملحوظ.  كان جون إدوارد ردموند، عم ردموند الكبير، مصرفي ورجل أعمال بارز قبل دخوله البرلمان كعضو في دائرة وكسفورد في عام 1859 ؛ نُصب تمثاله في ميدان ريدموند، مدينة وكسفورد.
بعد وفاته في عام 1866، انتُخب ابن أخته، وليام آرتشر ردموند، والد جون ردموند، لهذا المنصب وسرعان ما ظهر بمثابة داعم بارز لسياسة إسحاق بوت الجديدة لحكم الوطن. كان جون ردموند شقيق ويلي ردموند، عضو البرلمان في وكسفورد وإيست كلير، والد ويليام ردموند، الذي كانت زوجته بريدجيت ردموند. كان تراث عائلة ردموند أكثر تعقيدًا من تراث معظم زملائه السياسيين القوميين. كانت والدته من عائلة بروتستانتية ونقابية؛ رغم أنها أصبحت تنتمي إلى المذهب الكاثوليكي عند الزواج، إلا أنها لم تنتمِ أبدًا إلى القومية. عمه الجنرال جون باتريك ردموند، الذي ورث ملكية العائلة، لم يوافق على تورط ابن أخيه في التحريض الزراعي في ثمانينيات القرن التاسع عشر.
تفاخر جون ردموند بمشاركته العائلية في تمرد وكسفورد عام 1798؛ اندفعت «الآنسة ردموند» إلى دعم المتمردين، وشُنق الأب ردموند من قبل القوات اليومانية (تسمية للوحدات الفرعية من احتياطي الجيش البريطاني)، كما كان سلف الأم، ويليام كيرني.

## التعليم والحياة المهنية المبكرة
عندما كان طالبًا أبدى جون الصغير الكثير من الأهمية ما دفع الكثيرين إلى الانضمام إليه. تلقّى تعليمه من قبل اليسوعيين في كلية كلونغويز وود، اهتمَّ في المقام الأول بالشعر والأدب، لعب دورًا رائدًا في المسارح المدرسية وكان يُعتبر أفضل متحدث في مجتمع النقاش بالمدرسة.
بعد الانتهاء من الدراسة في كلونغويز، التحق ردموند بكلية الثالوث في دبلن لدراسة الحقوق، لكن اعتلال صحة والده دفعه إلى التخلي عن دراسته قبل الحصول على شهادة علمية. في عام 1876 غادر ليعيش مع والده في لندن، كان مساعدًا له في وستمنستر، حيث كان أكثر اعجابًا بالسياسة من القانون.
كان على اتصال مع مايكل دافيت لأول مرة بمناسبة حفل استقبال أُقيم في لندن للاحتفال بالإفراج عن سجين حركة فينيان الشهير. بصفته كاتبًا في مجلس العموم، تعرف على نحو متزايد على ثروات تشارلز ستيوارت بارنيل، وهو أحد مؤسسي الرابطة الوطنية الأيرلندية و «المعوّق» المشهور في مجلس العموم.

## مهنة السياسة والزواج
حضر ردموند لأول مرة اجتماعات سياسية مع بارنيل في عام 1879. بعد وفاة والده في وقتٍ لاحق من عام 1880، كتب إلى بارنيل طلب تبني مرشح الحزب القومي (من عام 1882 الحزب البرلماني الأيرلندي) في الانتخابات الفرعية لملء المقعد المتاح، ولكن خاب أملهم عندما علموا أن بارنيل أعطى وعدًا بالشاغر المقبل لسكرتيره تيموثي هيلي. ومع ذلك، دعم ردموند هيلي باعتباره مرشحًا، وعندما أصبح هناك شاغر آخر، هذه المرة في نيو روس، فاز في الانتخابات دون معارضة باعتباره مرشح بارنيل للمنصب.
في الانتخابات (31 يناير 1881)، أسرع إلى مجلس العموم، وألقى خطابه قبل الزواج في اليوم التالي وسط مشاهد عاصفة إثر اعتقال مايكل دافيت، وقائد الرابطة الوطنية الأيرلندية للأراضي، ثم طُرد من مجلس العموم في نفس الليلة. شغل منصب عضو مجلس النواب في نيو روس من 1881 إلى 1885، وفي شمال وكسفورد من 1885 إلى 1891 وأخيرًا لمدينة وَترفورد من 1891 حتى وفاته في عام 1918.
في الوقت الذي انتُخب فيه ردموند، كان نزاع الرابطة الوطنية الأيرلندية للأراضي في مرحلة مضطربة. في أوائل عام 1882، أُرسِل هو وشقيقه ويلي إلى أستراليا في مهمة لجمع التبرعات والتي كانت ناجحة من الناحيتين السياسية والشخصية؛  في عام 1883، تزوج هو وشقيقه من عائلة دالتون الأيرلندية الأسترالية المزدهرة، وأصبحا صديقين لجيمس دالتون الذي قضى معظم وقته معه.
كانت مدة زواجه قصيرة ولكنه كان سعيدًا: توفيت زوجته يوهانا في وقت مبكر من عام 1889 بعد أن أنجبت له ثلاثة أطفال. سافر أيضًا في أعوام 1884 و 1886 و 1904 إلى الولايات المتحدة الأمريكية، حيث كان يستخدم لغة أكثر تطرفًا ولكنه وجد أن اتصاله بالتطرف الأمريكي الأيرلندي مروع.
وكانت تجربته الأسترالية، من ناحية أخرى، لها تأثير قوي على نظرته السياسية، ما تسبب له في تبني نسخة أيرلندية للإمبريالية الليبرالية وأن يظل حريصًا على الاحتفاظ بالتمثيل الأيرلندي وصوت أيرلندا في وستمنستر حتى بعد تنفيذ الحكم الذاتي.
في عام 1899، تزوج ردموند من زوجته الثانية، أدا بيسلي، البروتستانتية الإنجليزية، والتي أصبحت كاثوليكية بعد وفاته.

## روابط خارجية
- جون ردموند على موقع الموسوعة البريطانية (الإنجليزية)